# Xã Clayton, Quận Woodford, Illinois
Xã Clayton (tiếng Anh: Clayton Township) là một xã thuộc quận Woodford, tiểu bang Illinois, Hoa Kỳ. Năm 2010, dân số của xã này là 697 người.